# Dimna
Dimna este o localitate din comuna Ulstein, provincia Møre og Romsdal, Norvegia.